# Стойчешть
Стойчешть, Стойчешті (рум. Stoicești) — село у повіті Долж в Румунії. Входить до складу комуни Булзешть.
Село розташоване на відстані 177 км на захід від Бухареста, 33 км на північ від Крайови.

## Населення
За даними перепису населення 2002 року у селі проживали 162 особи, усі — румуни. Усі жителі села рідною мовою назвали румунську.